# Werner Volkmer
Werner Volkmer, né le 16 mai 1944 et mort le 12 juin 2020, est un réalisateur, scénariste, directeur de la photographie, producteur et monteur allemand né en 1944 à Haan (Allemagne).

## Filmographie

### comme réalisateur
- 1994 : The Bomb Under the World
- 2000 : À la recherche de Louis Archambault
- 2003 : Roussil, ou Le curieux destin d'un anarchiste impénitent

### comme scénariste
- 2003 : Roussil, ou Le curieux destin d'un anarchiste impénitent

### comme directeur de la photographie
- 2003 : Roussil, ou Le curieux destin d'un anarchiste impénitent

### comme producteur
- 2003 : Roussil, ou Le curieux destin d'un anarchiste impénitent

### comme monteur
- 2003 : Roussil, ou Le curieux destin d'un anarchiste impénitent